# Vassili Grigorievitch Antonov
Vassili Grigorievitch Antonov (en russe : Василий Григорьевич Антонов), né en décembre 1882 dans le gouvernement de Voronej et mort en mai 1967, est un partisan et homme d'État soviétique, journaliste .

## Biographie
Membre du POSDR depuis 1903. Il étudia à la Faculté de droit de l'Université de Kharkov et fut expulsé en mars 1904 pour avoir organisé un rassemblement contre la guerre avec le Japon. En 1906, il travaille à Moscou. Pour ses activités révolutionnaires, il fut exilé dans le gouvernement de Tobolsk. En 1907, il s'échappe de l'exil, émigre en Belgique et, à partir de 1908, vit en Italie. En septembre 1917, il retourna en Russie et arriva à Vladivostok.
En octobre 1917, lors de la 2e Conférence d'Extrême-Orient du RKP (b), il fut élu président du bureau régional et fut l'un des rédacteurs du journal « Bannière Rouge ». Depuis 1920, il est membre du Bureau extrême du Comité central du RKP (b), président de l'Assemblée populaire régionale du Primorié de la république d'Extrême-Orient. Il a dirigé la Commission des affaires étrangères de l'Assemblée populaire de la république d'Extrême-Orient et a été rédacteur en chef du journal « Far Eastern Way ».
Après la fin de la guerre civile, il travaille à Moscou. De janvier 1923 à 1930 chez TASS, il est chef de succursales à Tokyo, Rome, Paris, puis à l'Institut agraire international, à l'École internationale Lénine, à partir de 1934 à la Maison d'édition de littérature en langues étrangères, en 1940 secrétaire exécutif du comité de rédaction pour la préparation du Bref Dictionnaire politique. Depuis 1945 il travaille au Sovinformburo. Il prend sa retraite en 1953. Il meurt en mai 1967.